# Saint-Germain-l’Herm
Saint-Germain-l’Herm – miejscowość i gmina we Francji, w regionie Owernia-Rodan-Alpy, w departamencie Puy-de-Dôme.
Według danych na rok 1990 gminę zamieszkiwały 533 osoby, a gęstość zaludnienia wynosiła 15 osób/km² (wśród 1310 gmin Owernii Saint-Germain-l’Herm plasuje się na 392. miejscu pod względem liczby ludności, natomiast pod względem powierzchni na miejscu 133.).